# Uranomitra franciae
O beija-flor-andino, ainda conhecido pelo nome de colibri-de-peito-branco-andino (nome científico: Uranomitra franciae), é uma espécie de ave apodiforme pertencente à família dos troquilídeos, que inclui os beija-flores. É o único representante do gênero Uranomitra, que é monotípico. Por sua vez, também é, consequentemente, a espécie-tipo deste gênero. Pode ser encontrada em altitudes entre 900 e 2100 metros, distribuindo-se desde a Colômbia até o Peru seguindo pelo Equador.

## Etimologia
O nome científico deste gênero deriva da aglutinação de dois termos derivados do grego antigo, sendo tais termos, respectivamente: ουρανος, ouranos, significa "céu, paraíso" dentro do contexto católico, adicionado de μιτρα, mitra, significando literalmente "diadema ou faixa de cabeça". Seu descritor específico, franciae, que designa a espécie a ser descrita, deriva do nome Francia Bourcier, que acredita-se seja uma das filhas do ornitólogo francês Jules Bourcier. Os epítetos das respectivas subespécies, em ordem alfabética, deriva das palavras neolatinas: cyanocollis, literalmente algo como "pescoço lápis-lazúli"; seguido pela subespécie viridiceps, cujo nome significa literalmente algo como "coroa-verde" ou "cabeça-verde".
As suas denominações comuns, dentro do português brasileiro e português europeu, referenciam às áreas de distribuição geográfica deste beija-flor, que possui distribuição exclusiva pela região andina da América do Sul.

## Descrição
Os espécimes dos beija-flores-andinos possuem uma média de tamanho variável, entre os nove até os onze centímetros de comprimento. Seu peso varia, por sua vez, de acordo com o sexo, onde as fêmeas, que são ligeiramente mais leves, possuem 5,3 gramas; ao que machos possuem 5,6 gramas. A espécie apresenta a característica marcante de sua subfamília: qualquer subespécie apresenta um bico ligeiramente curvado, preto com a mandíbula mais rosada com uma ponta enegrecida. Os machos adultos da raça nominal têm sua coroa azul-violeta brilhante e laterais da face e o pescoço em tom dourado ou esmeralda brilhante. As partes superiores e flancos são verde-claro ou verde-dourado e acobreadas nas coberteiras superiores da cauda. O centro das partes inferiores é branco. Sua cauda é verde-bronze a acobreada. A fêmea adulta é semelhante ao macho, porém com sua coroa azul-turquesa a esverdeada e menos brilhante. Os juvenis são semelhantes à fêmea adulta e também apresentam bordas acastanhadas nas penas das partes superiores e flancos marrom-acinzentados.
Sua subespécie U. f. viridiceps difere da nominal pela cauda mais curta e sua coroa mais esverdeada. U. f. cyanocollis também difere ligeiramente da nominal: o azul de sua coroa se estende até a nuca.

## Sistemática
A espécie foi descrita primeiramente no ano de 1846, pelos naturalistas franceses Jules Bourcier e Étienne Mulsant, que realizaram sua descrição a partir de um espécime macho adulto que havia sido encontrado à Bogotá, no extinto Vice-Reino de Nova Granada. Este espécime se tornaria o holótipo da descrição do beija -flor Trochilus franciae. A espécie foi anteriormente considerada dentro de Amazilia, entretanto, em 2014, após a publicação de um número de estudos sobre a filogenética molecular dos beija-flores, sugere-se que esta espécie e suas respectivas subespécies sejam movidas para o gênero ressurgido Uranomitra, que foi  introduzido primeiramente em 1854, pelo ornitólogo alemão Heinrich Gottlieb Ludwig Reichenbach. Sendo o único representante de seu gênero, ele se classifica um monotipo, com sua única espécie sendo espécie-tipo.
O South American Classification Committee, junto ao International Ornithologists' Union e a taxonomia de Clements, reconhecem as três subespécies, sendo a nominal U. f. franciae e duas outras: U. f. cyanocollis e U. f. viridiceps. Entretanto, o Handbook of the Birds of the World (HBW) da BirdLife International não segue a maioria dos identificadores internacionais e não considera os estudos filogenéticos moleculares publicados anteriormente, classificando a espécie, e mais de vinte outras que haviam sido reclassificadas, dentro de Amazilia.
- Uranomitra franciae franciae (Bourcier & Mulsant, 1846)[11] — raça nominal; ocorre no noroeste e no centro da Colômbia, desde os Andes ocidentais, exceto no departamento de Nariño, nos Andes centrais no vale do Rio Magdalena e nos Andes orientais no departamento de Cundinamarca;[19]
- Uranomitra franciae viridiceps (Gould, 1860) — ocorre no sudoeste da Colômbia através do oeste do Equador até a região de Tumbes, no Peru.[20] No Equador, a cordilheira se estende ao sul até a província de El Oro e a oeste até a província de Loja. Também houve poucos avistamentos na província de Zamora Chinchipe;[21]
- Uranomitra franciae cyanocollis (Gould, 1853)[22] — ocorre exclusivamente no norte do Peru, na encosta dos Andes orientais[20]

## Distribuição e habitat
A subespécie principal do beija-flor-andino pode ser encontrada nos departamentos ao noroeste e centro da Colômbia, exceto no departamento de Nariño. As outras subespécies se distribuem mais ao sudoeste da Colômbia, no departamento de Nariño, seguindo à província de El Oro e a província de Loja, até a região peruana de Tumbes. A última subespécie ocorre na província de Zamora Chinchipe no Equador até norte do rio Marañon e ao leste em La Libertad.
O beija-flor-andino habita as florestas secundárias e as bordas e clareiras das florestas primárias pluviais. No Peru, também ocorre nos matagais mais secos. Em elevação, varia entre 600 e 2100 metros acima do nível do mar, sendo mais frequentemente avistada a partir dos 1000 metros.

## Comportamento
O beija-flor-andino realiza movimentações sazonais de elevação que, no entanto, não são bem definidas.

### Alimentação
O beija-flor-andino procura por néctar em uma variedade de ervas, trepadeiras e árvores floridas, geralmente dos estratos médios e superiores da floresta. Alimenta-se por armadilhas, visitando um circuito de fontes de néctar. Às vezes se mistura com outros beija-flores em canteiros de flores, mas está submisso a espécies territoriais. Além do néctar, alimenta-se de insetos que voam de um poleiro.

### Reprodução
A atividade reprodutiva dos beija-flores-andinos foi documentada em quase todas as épocas do ano. Ele constrói um ninho em xícara de escamas de fetos arbóreos e fibras vegetais amarradas com teia de aranha e com líquen do lado de fora. Normalmente, fica a cerca de 1,4 a 2,3 metros acima do solo. A fêmea incuba a ninhada de dois ovos por entre 19 a 24 dias e a emplumação ocorre cerca de 16 a 22 dias após a eclosão.

### Vocalização
O beija-flor-andino apresenta vocalizações bastante variáveis, normalmente descrita como "um frasear complexo repetida de assobios estridentes agudos, trinados e notas ásperas". Ele também faz "uma chamada 'tsip'" aguda e, durante interações sociais, "conversas estridentes e arranhadas".

## Estado de conservação
A União Internacional para a Conservação da Natureza avaliou o beija-flor-andino como sendo uma espécie "pouco preocupante", embora o tamanho e a tendência de sua população sejam desconhecidos. Nenhuma ameaça imediata ao seu habitat foi identificada. É considerado incomum a bastante comum e é encontrado em pelo menos uma área protegida.